# Antoine D’Agata
Antoine D’Agata (* 19. November 1961 in Marseille) ist ein französischer Fotograf und Dokumentarfilmer.

## Leben
Antoine D’Agata wurde 1961 in Marseille in eine Familie geboren, die ursprünglich aus Sizilien stammt. Sein Vater war Metzger. Mit 17 Jahren verließ er die Schule und lebte als Punk ein unstetes Leben im Marseiller Drogen- und Kneipenmilieu. Seit 1981 ist er auf dem linken Auge blind, als er auf einer Demonstration gegen den neofaschistischen PFN (Parti des forces nouvelles) von einer Tränengasgranate getroffen wurde.
1983 verließ er Frankreich und lebte in den nächsten zehn Jahren in den USA. In New York entdeckte er sein Interesse für die Fotografie. Er besuchte Kurse am International Center of Photography, wo er u. a. von Larry Clark und Nan Goldin unterrichtet wurde.
1991/1992 arbeitete er in New York in der Fotoagentur Magnum und war 1992 Assistent der Magnum-Fotografen 
Erich Hartmann, Hiroji Kubota (* 1939) und Ferdinando Scianna (* 1943).
1993 kehrte er nach Frankreich zurück, gab die Fotografie auf, arbeitete als Maurer und nachts in einer Bar.
Erst vier Jahre später befasste er sich wieder mit Fotografieren. 1995 und 1996 reiste er nach Mexiko. Ergebnisse seiner Reise sind die beiden Fotobände De Mala Muerte und Mala Noche. Die Schwarzweißfotos sind im Drogen- und Bordell-Milieu in Mexiko entstanden. Sie zeigen Menschen vom Rande der Gesellschaft und dokumentieren eine Welt von Brutalität, Gewalt, Sex und Prostitution. Diese Themen spielen dann im Gesamtwerk Antoine D’Agatas die dominierende Rolle.
Die Texte zu Mala Noche schrieben der Marseiller Schriftsteller Bruno Le Dantec (* 1962), der später für weitere Fotobände D’Agatas Texte verfasst hat, sowie der mexikanische Romanautor Jose Agustín (* 1944). De Mala Muerte, ein Künstlerbuch, ist ein Leporello mit neun Fotografien und einem Text des mexikanischen Krimiautors Paco Ignacio Taibo II.
Ab 1999 wurde er von der Pariser Galerie Vu vertreten. 2001 erschien sein Buch Hometown mit 37 Schwarzweiß-Tafeln. Die Bilder wurden fast ausschließlich in Marseille im persönlichen Umfeld des Fotografen aufgenommen und dokumentieren seine eigene Lebenswelt, seine persönlichen Obsessionen. Im selben Jahr wurde der Band mit dem Prix Niépce pour jeunes photographes ausgezeichnet.
In der Folge unternahm er Reisen in mehrere Länder und lebte dort in den jeweiligen Milieus in enger Gemeinschaft mit den Menschen, die er fotografierte, und er begann regelmäßig Fotobände zu publizieren.
Ab 2004 trat er der Agentur Magnum Photos bei und drehte im selben Jahr seinen ersten Kurzfilm El Cielo del Mondo, der von La Fémis produziert und 2005 und 2006 auf den Filmfestspielen in Belfort und La Rochelle gezeigt wurde.
2008 wurde er Vollmitglied von Magnum Photos.
2010 engagierte ihn Éric Lartigau als Fotograf für seinen Spielfilm L'homme qui voulait vivre sa vie. Romain Duris  spielt hier einen erfolgreichen Anwalt, der nach einem Unfall alle Kontakte zu seinem gutbürgerlichen Leben kappt, eine neue Identität annimmt, um als Fotograf zu leben.
2013 fand unter dem Titel Antibodies in der La Bal Gallery eine Retrospektive seines Werks statt, zu der ein kommentierter Katalog erschien. Der Katalog wurde 2013 in Arles mit dem Prix des Rencontres ausgezeichnet.

### Privates
Seit 2005 hat Antoine D’Agata keinen festen Wohnsitz mehr. Eine Postadresse hat er seit 2001 in der Rue du refuges in Arles. D’Agata ist nicht verheiratet. Er hat vier Töchter von drei verschiedenen Frauen.

## Publikationen
Fotos von D’Agata wurden von Art Press, Le Monde, Libération, Le Monde 2, Le Monde Diplomatique, L’Express, Stern Magazine, Le Matin (Belgien), Courrier International, Paris-Photo, Le Monde des Débats, l’Humanité, Télérama, Les Inrockuptibles, La Marseillaise, Nova Magazine, L’EDJ, La Croix, L’Oeil Electrique, Mouvement, Pour Voir, Lire, Facts veröffentlicht.
Er hat seit 1998 über 50 Bildbände publiziert.

## Filmografie
- 2005: El cielo del muerto, Dokumentarkurzfilm
- 2008: Aka Ana, Dokumentarfilm (Drehbuch, Regie, Kamera)
- 2013: Atlas, Dokumentarfilm
- 2019: White Noise, Dokumentarfilm
- 2020: La vie nue, Kurzfilm

## Rezeption im Film
2007 lief in Cannes innerhalb der Reihe Quinzaine des réalisateurs der Spielfilm Un homme perdu der libanesischen Regisseurin Danielle Arbid. Die von Melvil Poupaud verkörperte Figur des Fotografen wurde von Arbid nach der Biografie D’Agatas entwickelt.
2009 drehten Tommaso Lusena und Giuseppe Schillac den Dokumentarfilm 
The Cambodian Room: Situations with Antoine D'Agata. Die beiden Filmemacher begleiteten D’Agata auf einer mehrwöchigen Reise nach Phnom Penh, wo D’Agata auf die Prostituierte und Drogendealerin Lee traf, mit der er Bett und Ice, eine asiatische Variante von Crack teilte. 
2010 engagierte Éric Lartigau D’Agata als Fotograf für seinen Spielfilm L'homme qui voulait vivre sa vie. Die Fotos des Protagonisten Exben/Kremer, gespielt von Romain Duris, sind Arbeiten D’Agatas. Das expressive Selbstporträt, das Kremer von sich aufgenommen hat, entstand unter D’Agatas Anleitung.
D’Agata – Limite(s) ist ein Dokumentarfilm von Franck Landron aus dem Jahr 2019. Landron folgte sechs Jahre lang dem Fotografen und beobachtete ihn bei der Arbeit. Ergänzt wird der Film durch Interviews mit Filmproduzenten und -regisseuren, Künstlern, Journalisten, Verlegern und Kuratoren, die mit D’Agata gesprochen oder seinen Lebensweg gekreuzt haben.

## Kunstmarkt
Fotos von Antoine D’Agata erreichen auf Auktionen Preise bis zu 10 000 US-Dollar.
Fotobände, die teils in nur geringen Auflagen von 300 bis 500 Exemplaren gedruckt wurden, werden um 300 US-Dollar gehandelt, die Erstausgabe von Mala Noche zwischen 100 und 700 US-Dollar.